# Sunnersta AIF
Sunnersta AIF, Sunnersta Allmänna Idrottsförening, är en idrottsklubb i södra Uppsala som grundades den 14 maj 1941 och som huvudsakligen bedriver fotboll och bordtennis, men även skidor och motion utövas.
SAIF har sina klubblokaler och sitt kansli i Idrottspaviljongen, ”Pavven”, på Långvägen 5 i centrala Sunnersta där även fotbollens hemmamatcher spelas på Sunnersta IP. Klubben har även en egen idrottsanläggning i Granebergs IP, som ligger på Sjövägen 5 i utkanten av Sunnersta. På Granebergs IP spelas den årliga Sunnerstacupen i fotboll och dagligen bedrivs ungdomsfotboll här.

## Kända spelare
- Petter Hansson
- Stefan Bärlin
- Emilia Brodin
- Johan Karlsson